# Zbigniew Jaśniewicz
Zbigniew Jaśniewicz (ur. 1921 w Łodzi, zm. 3 października 2015) – polski działacz podziemia niepodległościowego w czasie II wojny światowej, członek Szarych Szeregów i Armii Krajowej, kawaler Orderu Virtuti Militari, Harcmistrz Rzeczypospolitej, pułkownik, doktor nauk medycznych oraz działacz kombatancki.

## Życiorys
W czasie polskiej wojny obronnej września 1939 roku brał udział w działaniach wojennych jako ochotnik, a w okresie okupacji niemieckiej był działaczem Szarych Szeregów i członkiem oddziału partyzanckiego Armii Krakowej. Po wojnie pracował jako chirurg dziecięcy i lekarz medycyny przemysłowej. Był aktywistą kombatanckim, między innymi współtwórcą Stowarzyszenia Szarych Szeregów. Zmarł 3 października 2015 roku.

## Miejsce spoczynku
Został pochowany na cmentarzu katolickim przy ulicy Ogrodowej w Łodzi.